# Aruna Roy
Aruna Roy (Chennai, 26 de maio de 1946) é uma política e ativista social indiano que fundou a Mazdoor Kisan Shakti Sangathan (MKSS) ("Trabalhadores e Camponeses Força da União"), juntamente com Shankar Singh, Nikhil Dey e muitos outros. Roy é conhecida por sua posição clara e vocal sobre a questão do direito de discordar e conhecida por seu trabalho para as seções vulneráveis da sociedade, ela também foi membro do NAC, comitê consultivo nacional criado pelo então Governo da UPA-1, chefiado por Sonia Gandhi durante a maior parte de seu mandato. Ela é a Presidente Nacional da Federação Nacional das Mulheres Índias.

## Início da vida
Roy nasceu em Chennai. Ela cresceu em Delhi, onde seu pai era funcionário público. Ela estudou literatura inglesa no Indraprastha College, Delhi University.
Ela serviu como funcionária pública no Serviço Administrativo Indiano entre 1968 e 1974.

## Mazdoor Kisan Shakti Sangathan
Roy pediu demissão do serviço público e começou a trabalhar em questões relacionadas aos pobres e marginalizados. Ela ingressou no Centro de Pesquisa e Trabalho Social (SWRC) em Tilonia, Rajasthan. Em 1987, ela junto com Nikhil Dey, Shankar Singh e outros fundaram o Mazdoor Kisan Shakti Sangathan.
O MKSS começou lutando por salários justos e iguais para os trabalhadores, o que moldou e evoluiu para uma luta pela promulgação da Lei de Direito à Informação da Índia. Aruna Roy é líder do movimento pelo Direito à Informação na Índia por meio do MKSS e da Campanha Nacional pelo Direito das Pessoas à Informação (NCPRI), que finalmente obteve sucesso com a aprovação da Lei do Direito à Informação em 2005.

## Campanhas
Aruna Roy tem estado na vanguarda de uma série de campanhas pelos direitos dos pobres e marginalizados. Estes incluem, de forma mais proeminente, o Direito à Informação, o Direito ao Trabalho (o NREGA) e o Direito à Alimentação. Mais recentemente, ela esteve envolvida na campanha pela pensão universal não contributiva para trabalhadores do setor não organizado como membro da Pension Parishad e do NCPRI para a aprovação e promulgação da Lei de Proteção de Denunciantes e Reparação de Queixas Aja.

## Prêmios e outros trabalhos
Ela serviu como membro do Conselho Consultivo Nacional [NAC] até 2006, quando renunciou.
Enquanto estava com o Mazdoor Kisan Shakti Sangathan, Aruna Roy foi premiada com o Prêmio Times Fellowships para o ano de 1991 por seu trabalho pelos direitos dos trabalhadores rurais à justiça social e ao desenvolvimento criativo. Em 2000, ela recebeu o Prêmio Ramon Magsaysay de Liderança Comunitária. Em 2010, ela recebeu o Prêmio Nacional Lal Bahadur Shastri de Excelência em Administração Pública, Academia e Gestão. Em 2011, ela foi eleita uma das cem pessoas mais influentes do mundo pela revista Time. Em setembro de 2017, o India Times listou Roy como um dos 11 ativistas de direitos humanos cuja missão de vida é proporcionar aos outros uma vida digna.